# Тайтус (округ)
Округ Тайтус (англ. Titus) — округ штата Техас Соединённых Штатов Америки. На 2000 год в нём проживало 28 118 человек. По оценке бюро переписи населения США в 2009 году население округа составляло 30 206 человек. Окружным центром является город Маунт-Плезант.

## История
Округ Тайтус был сформирован в 1846 году. Он был назван в честь Эндрю Джексона Тайтуса, члена легислатуры штата.

## География
По данным бюро переписи населения США площадь округа Тайтус составляет 1103 км², из которых 1063 км² — суша, а 40 км² — водная поверхность (3,56 %).

### Основные шоссе
- Федеральная автострада 30
- Шоссе 67
- Шоссе 271
- Автострада 49

### Соседние округа
- Ред-Ривер  (север)
- Моррис  (восток)
- Камп  (юг)
- Франклин  (запад)